# 성운상

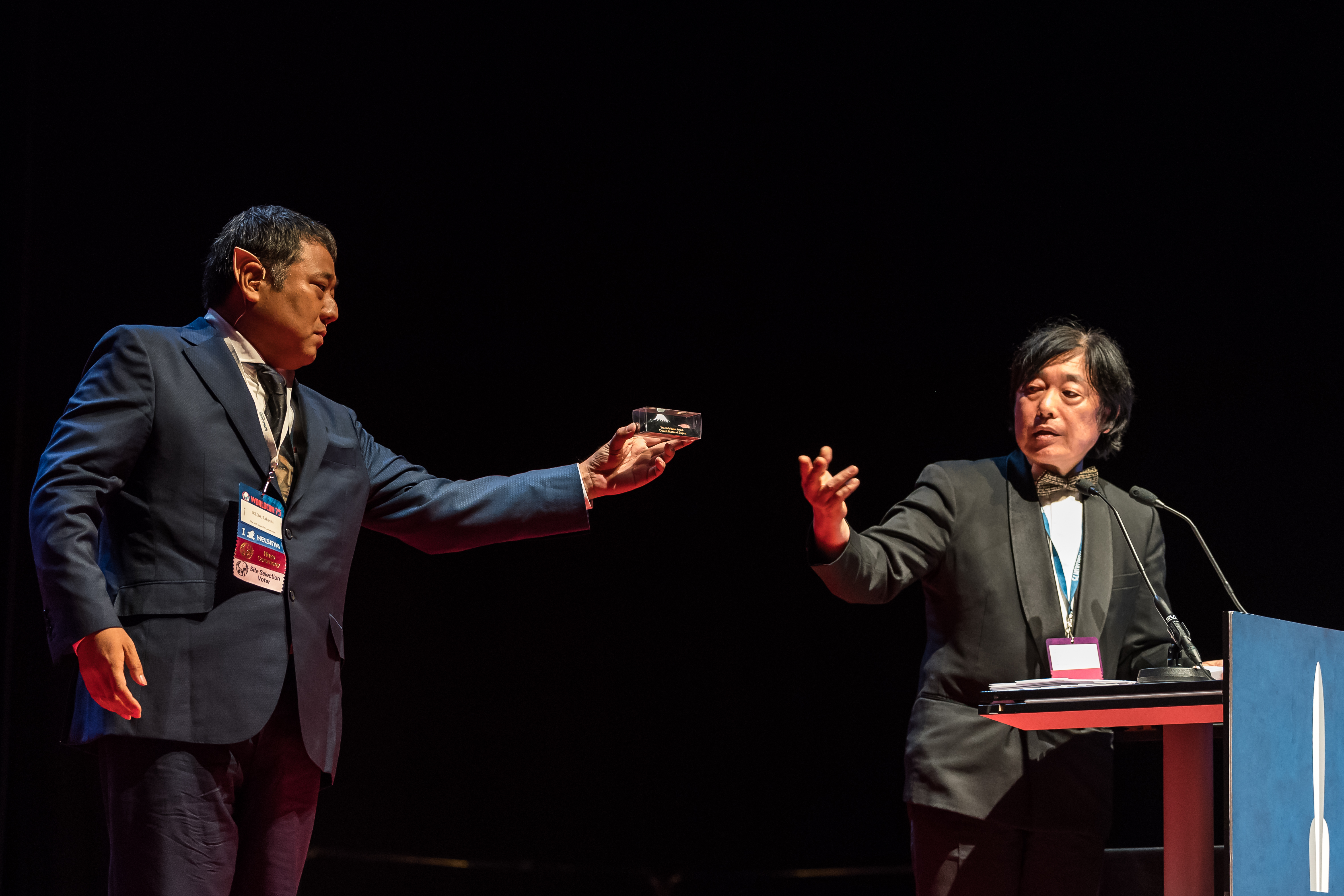

성운상(일본어: 星雲賞 세이운쇼[*])은 일본의 문학상으로, 그 전 해에 발표되거나 완결지어진 SF작품을 수상 대상으로 한다. 1962년부터 펼쳐진 일본SF대회(여기서의 대회는 convention의 의미)의 부수적 행사로서 1970년 제정되었으며, 대회의 참가자 투표에 의해 선정되는 것이 특징이다. '성운상'이라는 이름은 1954년에 간행된 일본 최초의 SF잡지라 불리는 '성운'(출판사와의 트러블로 창간호 이후 폐간)에서 유래되었다.
상에는 '일본 장편 부문'(1970), '일본 단편 부문'(1970), '해외 장편 부문'(1970), '해외 단편 부문'(1970), '미디어 부문'(1970년/제10회까지는 '영화연극 부문'), '코믹 부문'(1978), '아트 부문'(1979), '논픽션 부문'(1985) 및 '자유부문'(2002년의 개정으로 추가)이 있으며, 집계 및 수상은 일본SF팬클럽 연합회의가 행한다. 처음에는 소설과 영화/연극에만 주어졌으나, 이후 미디어, 만화(코믹), 아트(일러스트 등) 등이 추가되었다. 부상의 선정은 해당 연도의 일본SF대회 실행위원회가 담당한다. 매번 취향이 반영된 부상이 주어진다(예를 들면 DAICON4 당시에는 개최지인 오오사카에 맞춰 특대 기와모양 센베이가 주어졌다).
대한민국 국민으로는 만화칼럼니스트 선정우가 2005년에 자유 부문을 공동 수상한 것이 유일하다.

## 심사 방법
성운상의 심사는 아래와 같은 순서로 이루어진다.
1. 일본SF팬그룹 연합회의 사무국에 각 팬그룹에서 제출된 후보작 및 각종 정보로부터 참고후보작을 선정한다.
2. 참고후보작은 일본SF대회 참가자를 대상으로 해당 연도의 일본SF대회 실행위원회가 투표용 엽서와 함께 고지한다. (제36회(2005년)에는 인터넷으로도 투표가 가능하게 되었다)
3. 일본SF팬그룹 연합회의 사무국에서 투표를 집계한다.
4. 일본SF대회 행사의 일환인 일본SF팬그룹 연합회의 정기총회 석상에서 집계결과의 보고와 수상작품을 확인하게 되며, 대의원에게 수상자격 등에 이의가 제기되지 않는 경우 득표 1위가 수상작이 된다.

연합회의에서 선정하는 참고후보작은 어디까지나 후보작이며, 노미네이트는 아니다. 그러므로 참고후보작 이외에도 수상자격이 있는 작품이라면 투표 및 수상이 가능하다.

### 일본부문
| 회차    | 연도   | 일본 장편                                                                     | 저자                                       | 일본 단편                                                                                                 | 저자                                                |
| ------- | ------ | ----------------------------------------------------------------------------- | ------------------------------------------ | --- | --------------------------------------------------- |
| 제1회   | 1970년 | 영장류 남으로 (霊長類 南へ)                                                   | 쓰쓰이 야스타카                            | 풀 넬슨 (フル・ネルソン)                                                                                  | 쓰쓰이 야스타카                                     |
| 제2회   | 1971년 | 이어가는 자 누구인가 (継ぐのは誰か)                                           | 고마쓰 사쿄                                | 비타민 (ビタミン)                                                                                         | 쓰쓰이 야스타카                                     |
| 제3회   | 1972년 | 돌의 혈맥 (石の血脈)                                                          | 한무라 료 (半村良)                         | 흰 벽의 글씨는 석양에 비친다 (白壁の文字は夕日に映える)                                                   | 아라마키 요시오 (荒巻義雄)                          |
| 제4회   | 1973년 | 거울나라의 앨리스 (鏡の国のアリス)                                            | 히로세 다다시 (広瀬正)                     | 결정성단 (結晶星団)                                                                                       | 고마쓰 사쿄                                         |
| 제5회   | 1974년 | 일본침몰 (日本沈没)                                                           | 고마쓰 사쿄                                | 일본이외전부침몰 (日本以外全部沈没)                                                                       | 쓰쓰이 야스타카                                     |
| 제6회   | 1975년 | 내 피는 남의 피 (おれの血は他人の血)                                          | 쓰쓰이 야스타카                            | 신 사냥 (神狩り)                                                                                          | 야마다 마사키 (山田正紀)                            |
| 제7회   | 1976년 | 나나세 다시 한 번 (七瀬ふたたび)                                              | 쓰쓰이 야스타카                            | 붜미사 (ヴォミーサ)                                                                                       | 고마쓰 사쿄                                         |
| 제8회   | 1977년 | 주사위 특공대 (サイコロ特攻隊)                                                | 간베 무사시 (かんべむさし)                 | 메타몰포스 군도 (メタモルフォセス群島)                                                                    | 쓰쓰이 야스타카                                     |
| 제9회   | 1978년 | 지구·정신분석기록(엘드·아날리시스) (地球・精神分析記録(エルド・アナリュシス)) | 야마다 마사키 (山田正紀)                   | 고르디우스의 매듭 (ゴルディアスの結び目)                                                                  | 고마쓰 사쿄                                         |
| 제10회  | 1979년 | 소멸의 빛의 띠 (消滅の光輪)                                                   | 마유무라 다쿠 (眉村卓)                     | 지구는 플레인 요구르트 (地球はプレインヨーグルト)                                                         | 가지오 신지 (梶尾真治)                              |
| 제11회  | 1980년 | 보석 도둑 (宝石泥棒)                                                          | 야마다 마사키 (山田正紀)                   | 더티페어의 대모험 (ダーティペアの大冒険)                                                                  | 타카치호 하루카                                     |
| 제12회  | 1981년 | 화성인 선사 (火星人先史)                                                      | 가와마타 지아키 (川又千秋)                 | 그린 레퀴엠 (グリーン・レクイエム)                                                                        | 아라이 모토코 (新井素子)                            |
| 제13회  | 1982년 | 키리키리인 (吉里吉里人)                                                       | 이노우에 히사시 (井上ひさし)               | 넵튠 (ネプチューン)                                                                                       | 아라이 모토코 (新井素子)                            |
| 제14회  | 1983년 | 주피터여, 안녕히 (さよならジュピター)                                         | 고마쓰 사쿄                                | 언어술사 (言葉使い師)                                                                                     | 간바야시 조헤이                                     |
| 제15회  | 1984년 | 적은 해적·해적판 (敵は海賊・海賊版)                                           | 간바야시 조헤이                            | 슈퍼 피닉스 (スーパー・フェニックス)                                                                      | 간바야시 조헤이                                     |
| 제16회  | 1985년 | 전투요정 유키카제 (戦闘妖精・雪風)                                            | 간바야시 조헤이                            | 당선작 없음                                                                                               | －                                                  |
| 제17회  | 1986년 | 더티페어의 대역전 (ダーティーペアの大逆転)                                    | 타카치호 하루카                            | 레몬파이 가게길 0번지 (レモンパイお屋敷横町ゼロ番地)                                                      | 노다 마사히로 (野田昌宏)                            |
| 제18회  | 1987년 | 프리즘 (プリズム)                                                             | 간바야시 조헤이                            | 화성궤도 19 (火星軌道一九)                                                                                | 다니 고슈 (谷甲州)                                  |
| 제19회  | 1988년 | 은하영웅전설 (銀河英雄伝説)                                                   | 다나카 요시키                              | 산 위의 교향곡 (山の上の交響曲)                                                                           | 나카이 유키오 (中井紀夫)                            |
| 제20회  | 1989년 | 바빌로니아 웨이브 (バビロニア・ウェーブ)                                      | 호리 아키라 (堀晃)                         | 해파리의 날 (くらげの日)                                                                                  | 구사카미 진 (草上仁)                                |
| 제21회  | 1990년 | 상현달을 삼키는 사자 (上弦の月を喰べる獅子)                                   | 유메마쿠라 바쿠 (夢枕獏)                   | 아쿠아 플래닛 (アクアプラネット)                                                                          | 오하라 마리코                                       |
| 제22회  | 1991년 | 하이브리드 차일드 (ハイブリット・チャイルド)                                  | 오하라 마리코                              | 상단의 튀어나온 걸 먹는 멧돼지 (上段の突きを食らう猪獅子)                                                 | 유메마쿠라 바쿠 (夢枕獏)                            |
| 제23회  | 1992년 | 멜서스의 소년 (メルサスの少年)                                                | 스가 히로에 (菅浩江)                       | 공룡 라우렌티스의 환시 (恐竜ラウレンティスの幻視)                                                         | 가지오 신지 (梶尾真治)                              |
| 제24회  | 1993년 | 비너스 시티 (ヴィーナス・シティ)                                              | 마사키 고로 (柾悟郎)                       | 주근깨가 있는 피규어 (そばかすのフィギュア)                                                               | 스가 히로에 (菅浩江)                                |
| 제25회  | 1994년 | 한없이 멋있는 (終わりなき索敵)                                                | 다니 고슈 (谷甲州)                         | 빙글빙글법사 (くるぐる使い)                                                                               | 오쓰키 겐지                                         |
| 제26회  | 1995년 | 기신병단 (機神兵団)                                                           | 야마다 마사키 (山田正紀)                   | 노노코의 복수 지그지그 (のの子の復讐ジグジグ)                                                             | 오쓰키 겐지                                         |
| 제27회  | 1996년 | 썰물때 (引き潮のとき)                                                         | 마유무라 다쿠 (眉村卓)                     | one) 여름의 경험치 (ひと夏の経験値(한)                                                                    | 히우라 고 (火浦功)                                  |
| 제28회  | 1997년 | 성계의 문장 (星界の紋章)                                                      | 모리오카 히로유키 (森岡浩之)               | 다이어트의 방정식 (ダイエットの方程式)                                                                    | 구사카미 진 (草上仁)                                |
| 제29회) | 1998년 | 적은 해적·A급의 적 (敵は海賊・Ａ級の敵)                                       | 간바야시 조헤이                            | 인디펜던스 인 오사카 (インディペンデンス イン オオサカ)                                                   | 오하라 마리코                                       |
| 제30회  | 1999년 | 혜성 사냥 (彗星狩り)                                                          | 사사모토 유이치 (笹本祐一)                 | 새벽의 테러리스트 (夜明けのテロリスト)                                                                    | 모리오카 히로유키 (森岡浩之)                        |
| 제31회  | 2000년 | 굿럭, 전투요정 유키카제 (グッドラック、戦闘妖精・雪風)                        | 간바야시 조헤이                            | 태양의 찬탈자 (太陽の纂奪者)                                                                              | 노지리 호스케 (野尻抱介)                            |
| 제32회  | 2001년 | 영원한 숲, 박물관 혹성 (永遠の森, 博物館惑星)                                 | 스가 히로에 (菅浩江)                       | 암살의 데이드림 (あしびきデイドリーム)                                                                    | 가지오 신지 (梶尾真治)                              |
| 제33회  | 2002년 | 푹신푹신한 샘 (ふわふわの泉)                                                  | 노지리 호스케 (野尻抱介)                   | 은하제국이, 원숭이가 나무에서 떨어지듯 (銀河帝国の弘法も筆の誤り)                                         | 다나카 히로후미                                     |
| 제34회  | 2003년 | 태양의 찬탈자 (太陽の簒奪者)                                                  | 노지리 호스케 (野尻抱介)                   | 나는 미사일 (おれはミサイル)                                                                              | 아키야마 미즈히토 (秋山瑞人)                        |
| 제35회  | 2004년 | 제6대륙 (第六大陸)                                                            | 오가와 잇스이 (小川一水)                   | 황천인도 모르는 (黄泉人知らず)                                                                            | 가지오 신지 (梶尾真治)                              |
| 제36회  | 2005년 | ARIEL                                                                         | 사사모토 유이치 (笹本祐一)                 | 깎여나간 힘 (象られた力)                                                                                  | 도비 히로타카 (飛浩隆)                              |
| 제37회  | 2006년 | 서머/타임/트라벨러 (サマー/タイム/トラベラー)                                 | 신조 가즈마                                | 떠오른 남자 (漂った男)                                                                                    | 오가와 잇스이 (小川一水)                            |
| 제38회  | 2007년 | 일본침몰 제2부 (日本沈没・第二部)                                             | 고마쓰 사쿄, 다니 고슈 (谷甲州)            | 커다란 보자기와 거미줄 (大風呂敷と蜘蛛の糸)                                                               | 노지리 호스케 (野尻抱介)                            |
| 제39회  | 2008년 | 도서관 전쟁 시리즈 (図書館戦争シリーズ)                                       | 아리카와 히로                              | 침묵의 플라이바이 (沈黙のフライバイ)                                                                      | 노지리 호스케 (野尻抱介)                            |
| 제40회  | 2009년 | 하모니 (ハーモニー)                                                           | 이토 게이가쿠 (伊藤計劃)                   | 남극점의 피아피아동화 (南極点のピアピア動画)                                                              | 노지리 호스케 (野尻抱介)                            |
| 제41회  | 2010년 | 구인 사가 (グイン・サーガ)                                                    | 구리모토 가오루 (栗本薰)                   | 자생의 꿈 (自生の夢)                                                                                      | 도비 히로타카 (飛浩隆)                              |
| 제42회  | 2011년 | 작년은 좋은 해가 될거야 (去年はいい年になるだろう)                            | 야마모토 히로시 (山本弘)                   | 아리스마왕이 사랑한 마물 (アリスマ王の愛した魔物)                                                         | 오가와 잇스이 (小川一水)                            |
| 제43회  | 2012년 | 천옥과 지국 (天獄と地国)                                                      | 고바야시 야스미                            | 노래하는 잠수함과 피어피어 동화 (歌う潜水艦とピアピア動画)                                                | 노지리 호스케 (野尻抱介)                            |
| 제44회  | 2013년 | 사자의 제국 (屍者の帝国)                                                      | 이토 게이가쿠 (伊藤計劃) , 엔조 토(円城塔) | 지금 집합적 무의식을 (いま集合的無意識を)                                                                 | 간바야시 조헤이                                     |
| 제45회  | 2014년 | 코로로기 산으로부터 목성 트로이로 (コロロギ岳から木星トロヤへ)                | 오가와 잇스이 (小川一水 )                  | 별을 만드는 자들 (星を創る者たち)                                                                         | 다니 고슈 (谷甲州)                                  |
| 제46회  | 2015년 | 궤도 클라우드 (オービタル・クラウド)                                          | 후지 다이요 (藤井太洋)                     | 바다의 손가락 (海の指)                                                                                    | 도비 히로타카 (飛浩隆)                              |
| 제47회  | 2016년 | 원수성역 (怨讐星域)                                                           | 가지오 신지 (梶尾真治)                     | 타타라 섬 다시 / 괴수 루쿠스비구라의 족형을 찍은 사람 (多々良島ふたたび/怪獣ルクスビグラの足型を取った男) | 야마모토 히로시 / 다나카 요시후미 (山本弘/田中啓文) |
| 제48회  | 2017년 | 울트라맨 F (ウルトラマンF)                                                    | 고바야시 야스미                            | 마지막으로 한 최초의 아이돌 (最後にして最初のアイドル)                                                    | 구사노 겐겐 (草野原々)                              |

### 해외 부문
| 회차   | 연도   | 저자                            | 해외 장편                                  | 저자                          | 해외 단편                                 |
| ------ | ------ | ------------------------------- | ------------------------------------------ | ----------------------------- | ----------------------------------------- |
| 제1회  | 1970년 | 제임스 밸러드                   | 《크리스탈 월드》                          | 토머스 디시                   | 《The Squirrel Cage》                     |
| 제2회  | 1971년 | 마이클 크라이튼                 | 《안드로메다 스트레인》                    | 레이 브래드버리               | 《The Poems》                             |
| 제3회  | 1972년 | 로버트 실버버그                 | 《Nightwings》                             | 레이 브래드버리               | 《The Blue Bottle》                       |
| 제4회  | 1973년 | 커트 보니것                     | 《타이탄의 미녀》                          | 레이 브래드버리               | 《The Black Ferris》                      |
| 제5회  | 1974년 | 프랭크 허버트                   | 《듄》                                     | 아서 C. 클라크                | 〈메두사와의 만남〉                       |
| 제6회  | 1975년 | 로버트 실버버그                 | 《Up the Line》                            | 라파엘 래퍼티                 | 《Eurema's Dam》                          |
| 제7회  | 1976년 | 로저 젤라즈니                   | 《내 이름은 콘라드》                       | 버트램 챈들러                 | 《Wet Paint》                             |
| 제8회  | 1977년 | 잭 반스                         | 《The Dragon Masters》                     | 스타니스와프 렘               | 《Rozprawa》                              |
| 제9회  | 1978년 | 로버트 하인라인                 | 《I Will Fear No Evil》                    | (수상작 없음)                 | (수상작 없음)                             |
| 제10회 | 1979년 | 래리 니븐                       | 《링월드》                                 | 래리 니븐                     | 〈변하는 달〉                             |
| 제11회 | 1980년 | 아서 클라크                     | 《라마와의 랑데부》                        | (수상작 없음)                 | (수상작 없음)                             |
| 제12회 | 1981년 | 제임스 호건                     | 《별의 계승자》                            | 레리 니븐                     | 《A Relic of Empire》                     |
| 제13회 | 1982년 | 제임스 호건                     | 《The Genesis Machine》                    | 토머스 디시                   | 《The Brave Little Toaster》              |
| 제14회 | 1983년 | 로버트 포워드                   | 《Dragon's Egg》                           | 조지 마틴                     | 〈나이트 비행기〉(Nightflyers)            |
| 제15회 | 1984년 | 베링턴 베일리                   | 《The Garments of Caean》                  | 로저 젤라즈니                 | 〈유니콘 변주곡〉                         |
| 제16회 | 1985년 | 베링턴 베일리                   | 《The Zen Gun》                            | (수상작 없음)                 | (수상작 없음)                             |
| 제17회 | 1986년 | 마이클 무어콕                   | 《The Elric Saga》                         | (수상작 없음)                 | (수상작 없음)                             |
| 제18회 | 1987년 | 윌리엄 깁슨                     | 《뉴로맨서》                               | 존 발리                       | 《PRESS ENTER[]》                         |
| 제19회 | 1988년 | 코드와이너 스미스               | 《Norstrilia》                             | 제임스 팁트리 주니어          | 〈마지막으로 멋지게 할 만한 일〉          |
| 제20회 | 1989년 | 레리 니븐/제리 퍼넬             | 《Footfall》                               | 오슨 스콧 카드                | 《Eye for Eye》                           |
| 제21회 | 1990년 | 베링턴 베일리                   | 《Collision with Chronos》                 | 코드와이너 스미스             | 《Think Blue, Count Two》                 |
| 제22회 | 1991년 | 데이비드 브린                   | 《The Uplift War》                         | 조지 앨릭 에핀저              | 《Schrödinger's Kitten》                  |
| 제23회 | 1992년 | 찰스 셰필드                     | 《The McAndrew Chronicles》                | 존 발리                       | 《Tango Charlie and Foxtrot Romeo》       |
| 제24회 | 1993년 | 폴 앤더슨                       | 《타우 제로》                              | 라파엘 래퍼티                 | 《Groaning Hinges of the World》          |
| 제25회 | 1994년 | 제임스 호건                     | 《Entoverse》                              | 그레그 베어                   | 〈탄젠트〉                                |
| 제26회 | 1995년 | 댄 시먼스                       | 《히페리온》                               | 코드와이너 스미스             | 《A Planet Named Shayol》                 |
| 제27회 | 1996년 | 댄 시먼스(tie)                  | 《히페리온의 몰락》                        | 아이작 아시모프               | 〈꿈꾸는 로봇〉                           |
| 제27회 | 1996년 | 스티븐 백스터(tie)              | 《Timelike Infinity》                      | 아이작 아시모프               | 〈꿈꾸는 로봇〉                           |
| 제28회 | 1997년 | 로버트 소여                     | 《멸종》                                   | 그레그 베어                   | 《Heads》                                 |
| 제29회 | 1998년 | 레리 니븐/제리 퍼넬 마이클 플린 | 《Fallen Angels》                          | 앨런 스틸                     | 《The Death of Captain Future》           |
| 제30회 | 1999년 | 스티븐 백스터(tie)              | 《타임십》                                 | 댄 시먼스                     | 《This Year's Class Picture》             |
| 제30회 | 1999년 | 킴 스탠리 로빈슨(tie)           | 《붉은 화성》                              | 댄 시먼스                     | 《This Year's Class Picture》             |
| 제31회 | 2000년 | 마이크 레스닉                   | 《키리냐가》                               | 제임스 팁트리 주니어          | 《Out of the Everywhere》                 |
| 제32회 | 2001년 | 로버트 소여                     | 《Frameshift》                             | 그레그 이건                   | 《Oceanic》                               |
| 제33회 | 2002년 | 팻 머피                         | 《There and Back Again, by Max Merriwell》 | 그레그 이건                   | 〈내가 행복한 이유〉                      |
| 제33회 | 2002년 | 팻 머피                         | 《There and Back Again, by Max Merriwell》 | 테드 창                       | 〈네 인생의 이야기〉                      |
| 제34회 | 2003년 | 로버트 소여                     | 《Illegal Alien》                          | 그레그 이건                   | 《Luminous》                              |
| 제35회 | 2004년 | 데이비드 브린                   | 《Heaven's Reach》                         | 테드 창                       | 〈지옥은 신의 부재〉                      |
| 제36회 | 2005년 | 그레그 이건                     | 《Distress》                               | 시어도어 스터전               | 《And Now the News...》                   |
| 제37회 | 2006년 | 그레그 이건                     | 《Diaspora》                               | 켄 매클라우드                 | 《The Human Front》                       |
| 제38회 | 2007년 | 필립 리브                       | 《모털 엔진》                              | 애덤트로이 캐스트로 제리 올션 | 《The Astronaut from Wyoming》            |
| 제39회 | 2008년 | 제임스 팁트리 주니어            | 《Brightness Falls from the Air》          | 알라스테어 레이놀즈           | 《Weather》                               |
| 제40회 | 2009년 | 로버트 찰스 윌슨                | 《Spin》                                   | 테드 창                       | 〈상인과 연금술사의 문〉                  |
| 제41회 | 2010년 | 존 스칼지                       | 《마지막 행성》                            | 그레그 이건                   | 《Dark Integers》                         |
| 제42회 | 2011년 | 마이클 플린                     | 《Eifelheim》                              | 제임스 러브그로브             | 《Carry the Moon in My Pocket》           |
| 제43회 | 2012년 | 파울로 바치갈루피               | 《와인드업 걸》                            | 테드 창                       | 《소프트웨어 객체의 생애 주기》           |
| 제44회 | 2013년 | 존 스칼치                       | 《The Android’s Dream》                    | 파울로 바치갈루피             | 《Pocketful of Dharma》                   |
| 제45회 | 2014년 | 피터 와츠                       | 《Blindsight》                             | 켄 리우                       | 《The Paper Menagerie》                   |
| 제46회 | 2015년 | 앤디 위어                       | 《마션》                                   | 팻 캐디건                     | 《The Girl-Thing Who Went Out for Sushi》 |
| 제47회 | 2016년 | 앤 레키                         | 《사소한 정의》                            | 켄 류                         | 《Good Hunting》                          |
| 제48회 | 2017년 | 피터 트라이아스                 | 《United States of Japan》                 | 제임스 팁트리 주니어          | 〈Backward, Turn Backward〉               |
| 제48회 | 2017년 | 피터 트라이아스                 | 《United States of Japan》                 | 켄 류                         | 〈Simulacrum〉                            |

### 영화연극/미디어 부문
- 제1회 (1970년) TV 시리즈 <The Prisoner> 패트릭 맥구한, 영화 <Charly> 랠프 넬슨
- 제2회 (1971년) TV 시리즈 <UFO>개리 앤더슨
- 제3회 (1972년) 영화 <안드로메다의 위기(The Andromeda Strain)> 로버트 와이즈
- 제4회 (1973년) 영화 《시계태엽 오렌지》 스탠리 큐브릭
- 제5회 (1974년) 영화 <소일렌트 그린(Soylent Green)> 리처드 플라이셔
- 제6회 (1975년) 애니메이션 《우주전함 야마토》 니시자키 요시노부
- 제7회 (1976년) 연극 <Star> (> 후쿠다 쓰네아리)
- 제8회 (1977년) 수상작 없음
- 제9회 (1978년) 영화 <솔라리스(Solyaris)> 안드레이 타르콥스키
- 제10회 (1979년) 영화 《스타워즈》 조지 루카스
- 제11회 (1980년) 영화 에일리언 리들리 스콧
- 제12회 (1981년) 영화 《스타워즈 5-제국의 역습》(Star Wars Ⅴ-The Empire Strikes Back) 조지 루카스
- 제13회 (1982년) 수상작 없음
- 제14회 (1983년) 영화 《블레이드 러너》 리들리 스콧
- 제15회 (1984년) 영화 《다크 크리스탈》(The Dark Crystal) 짐 헨슨, 프랭크 오즈, 게리 커츠
- 제16회 (1985년) 애니메이션 《바람계곡의 나우시카》 미야자키 하야오
- 제17회 (1986년) 영화 《백 투 더 퓨처》 로버트 저메키스
- 제18회 (1987년) 영화 《브라질》 테리 길리엄
- 제19회 (1988년) 애니메이션 《왕립 우주군~오네아미스의 날개~》 야마가 히로유키
- 제20회 (1989년) 애니메이션 《이웃집 토토로》 미야자키 하야오
- 제21회 (1990년) 애니메이션 <톱을 노려라!-건 버스터(トップをねらえ！〈ガンバスター〉)> 안노 히데아키
- 제22회 (1991년) 다큐멘터리 <은하 우주 오딧세이(銀河宇宙オデッセイ)> NHK 프로덕션
- 제23회 (1992년) 영화 《터미네이터 2: 심판의 날》 제임스 카메론
- 제24회 (1993년) 애니메이션 <엄마는 4학년(ママは小学４年生)> 이우치 슈지
- 제25회 (1994년) 영화 《쥬라기 공원》 스티븐 스필버그
- 제26회 (1995년) 영화 <제이람 2(Zeiram 2)> 아메미야 게이타
- 제27회 (1996년) 영화 <가메라(ガメラ)> 유아사 노리아키, 샌디 하워드
- 제28회 (1997년) 영화 <가메라 2: 레기온 내습(ガメラ 2: レギオン襲来> 가네코 슈스케
- 제29회 (1998년) 특촬물 <울트라맨 티가(ウルトラマンティガ)> 츠부라야 프로덕션
- 제30회 (1999년) 영화 <기동전함 나데시코 극장판 - 프린스 오브 다크니스(機動戦艦ナデシコ - Prince of Darkness)> 사토 타츠오
- 제31회 (2000년) 애니메이션 《카우보이 비밥》 와타나베 신이치로
- 제32회 (2001년) 비디오 게임 <건퍼레이드 마치(ガンパレード・マーチ)> 사쿠라비 가쓰시
- 제33회 (2002년) 특촬물 《가면라이더 쿠우가》 이시다 히데노리
- 제34회 (2003년) 애니메이션 《별의 목소리》 신카이 마코토
- 제35회 (2004년) 영화 《반지의 제왕: 두 개의 탑》 피터 잭슨
- 제36회 (2005년) 애니메이션 <플라네테스(Planetes)> 다니구치 고로
- 제37회 (2006년) 특촬물 《특수전대 데카레인저》 토에이
- 제38회 (2007년) 애니메이션 《시간을 달리는 소녀》 호소다 마모루
- 제39회 (2008년) 애니메이션 《전뇌 코일》 이소 미츠오
- 제40회 (2009년) 애니메이션 <마크로스 프론티어(Macross Frontier)> 가와모리 쇼지
- 제41회 (2010년) 애니메이션 《썸머 워즈》 호소다 마모루
- 제42회 (2011년) 영화 《디스트릭트 9》 닐 블롬캠프
- 제43회 (2012년) 애니메이션 《마법소녀 마도카☆마기카》 신보 아키유키
- 제44회 (2013년) 애니메이션 《맹렬 우주해적》 사토 다쓰오
- 제45회 (2014년) 영화 《퍼시픽 림》 기예르모 델 토로
- 제46회 (2015년) 애니메이션 <우주전함 야마토 2199 - 별을 도는 방주(宇宙戦艦ヤマト2199 - 星巡る方舟)> 이즈부치 유타카
- 제47회 (2016년) 애니메이션 《걸즈 & 판처 극장판》 미즈시마 츠토무
- 제48회 (2017년) 영화 《신 고질라》 히구치 신지, 안노 히데아키

### 코믹 부문
성운상의 수상 대상 기준은 그 해 완결된 작품이나, 예외적으로 제33회 수상작 플라네테스는 연재 도중에 수상하였다. 제26회의 《바람 계곡의 나우시카》는 연재중단을 몇 번이나 거친 뒤 마지막으로 작가에 의해 더 이상의 연재는 없다고 선언된 뒤 수상하였다.
- 제9회 (1978년) - 《지구를 향해》타케미야 케이코
- 제10회 (1979년) - 《부조리 일기》아즈마 히데오
- 제11회 (1980년) - 《스타 레드》 하기오 모토
- 제12회 (1981년) - 《전설》미즈키 와카코
- 제13회 (1982년) - 《기분은 이미 전쟁》오토모 가쓰히로
- 제14회 (1983년) - 《은의 삼각》 하기오 모토
- 제15회 (1984년) - 《동몽》오토모 가쓰히로
- 제16회 (1985년) - 《X+Y》하기오 모토
- 제17회 (1986년) - 《애플 시드》시로 마사무네
- 제18회 (1987년) - 《시끌별 녀석들》타카하시 루미코
- 제19회 (1988년) - 《궁극초인 아~루》유우키 마사미
- 제20회 (1989년) - 《인어의 숲》 타카하시 루미코
- 제21회 (1990년) - 《So What?》와카쓰키 메구미
- 제22회 (1991년) - 《우주 대잡화》요코야마 에이지
- 제23회 (1992년) - 《야마타이카》호시노 유키노부
- 제24회 (1993년) - 《OZ》이쓰키 나츠미
- 제25회 (1994년) - 《DAI-HONYA》토리 미키, 《그랑 로바》시토 교코
- 제26회 (1995년) - 《바람 계곡의 나우시카》미야자키 하야오
- 제27회 (1996년) - 《기생수》이와아키 히토시
- 제28회 (1997년) - 《요괴소년 호야》후지타 가즈히로
- 제29회 (1998년) - 《SF대장》도리 미키
- 제30회 (1999년) - 《룬나공주 방랑기》요코야마 에이지
- 제31회 (2000년) - 《이티하사》미즈키 와카코
- 제32회 (2001년) - 《카드캡터 사쿠라》 CLAMP
- 제33회 (2002년) - 《플라네테스》유키무라 마코토
- 제34회 (2003년) - 《크로노아이즈》하세가와 유이치
- 제35회 (2004년) - 《바람의 저편》히카와 교코
- 제36회 (2005년) - 《브레멘 II》가와하라 이즈미
- 제37회 (2006년) - 《음양사》유메마쿠라 바쿠 글, 오카노 레이코 그림
- 제38회 (2007년) - 《카페 알파》아시나노 히토시
- 제39회 (2008년) - 《20세기 소년, 21세기 소년》우라사와 나오키, 나가사키 다카시
- 제40회 (2009년) - 《트라이건 맥시멈》나이토 야스히로
- 제41회 (2010년) - 《플루토》데즈카 오사무, 우라사와 나오키
- 제42회 (2011년) - 《강철의 연금술사》아라카와 히로무
- 제43회 (2012년) - 《모빌슈트 건담 디 오리진》야스히코 요시카즈
- 제44회 (2013년) - 《별의 계승자》호시노 유키노부
- 제45회 (2014년) - 《나루에의 세계》마루카와 도모히로
- 제46회 (2015년) - 《모야시몬》이시카와 마사유키
- 제47회 (2016년) - 《시도니아의 기사》니헤이 츠토무
- 제48회 (2017년) - 《여기는 잘나가는 파출소》아키모토 오사무

### 아트 부문
- 제10회 (1979년) - 가토 나오유키(加藤直之). 일러스트레이터. 《스타십 트루퍼스》(Starship Troopers) 일본어판의 파워드 수츠를 디자인.
- 제11회 (1980년) - 오라이 노리요시(生頼範義). 영화 《스타워즈 V 제국의 역습》 국제판, 《고지라》(1984년), 《일본침몰》(2006년)의 포스터, 게임 《삼국지 Ⅱ》 등의 패키지 일러스트를 담당.
- 제12회 (1981년) - 야스히코 요시카즈. 만화가, 애니메이터. 《기동전사 건담》의 메카닉디자인을 담당.
- 제13회 (1982년) - 나가오카 슈세이(長岡秀星). 일러스트레이터. 카펜터즈, ELO 등의 앨범을 담당.
- 제14회 (1983년) - 아마노 요시타카. 일러스트레이터. 애니메이션 《독수리 오형제》 캐릭터디자인, 게임 《파이널 판타지》 시리즈의 이미지 일러스트를 담당.
- 제15회 (1984년) - 아마노 요시타카
- 제16회 (1985년) - 아마노 요시타카
- 제17회 (1986년) - 아마노 요시타카
- 제18회 (1987년) - 사토 미지아키(佐藤道明). 일러스트레이터. 소설 《욱일의 함대》 표지 및 삽화를 담당.
- 제19회 (1988년) - 스에미 준(末弥純). 일러스트레이터. 소설 《구인 사가》 시리즈의 일러스트, 게임 《위저드리》(슈퍼패미컴판) 몬스터 디자인, 《프론트 미션 2》 캐릭터디자인을 담당.
- 제20회 (1989년) - 가토 히로유키(加藤洋之) & 고토 게이스케(後藤啓介). 일러스트레이터. 소설 《오라 배틀러 전기》 표지 및 삽화를 담당.
- 제21회 (1990년) - 미치하라 가쓰미(道原かつみ). 만화가, 일러스트레이터. 만화 《조커》 시리즈, 《은하영웅전설》(다나카 요시키 원작) 작가.
- 제22회 (1991년) - 요코야마 에이지(横山えいじ). 만화가. 만화 《우주대잡화》 작가.
- 제23회 (1992년) - 시로 마사무네. 만화가. 만화 《공각기동대》, 《애플시드》 작가.
- 제24회 (1993년) - 미즈타마 게이노조(水玉螢之丞). 만화가, 일러스트레이터. 애니메이션 《브리가둔 마린과 메란》 캐릭터 원안, 게임 《화성 이야기》 캐릭터디자인을 담당.
- 제25회 (1994년) - 요네다 히토시(米田仁士). 일러스트레이터. 게임 《소서리안》, 《성검전설》, 《소드 월드》 일러스트를 담당.
- 제26회 (1995년) - 미즈타마 게이노조
- 제27회 (1996년) - 야마다 아키히로(山田章博). 일러스트레이터. 소설 《십이국기》 표지 및 삽화, 게임 《악마성 드라큘라 XX》, 애니메이션 《라제폰》 캐릭터디자인을 담당.
- 제28회 (1997년) - 가이다 유지(開田裕治). 일러스트레이터. 괴수영화와 로봇 일러스트 다수 제작. 화집 《괴수희화》, 《괴수화랑》 등을 발표.
- 제29회 (1998년) - 미즈키 시게루. 만화가. 만화 《게게게의 키타로》 작가.
- 제30회 (1999년) - 아카이 다카미(赤井孝美). 일러스트레이터, 게임 크리에이터. 게임 《프린세스 메이커》 감독, 캐릭터디자인을 담당. 소설 《성계의 문장》 표지 및 삽화를 담당.
- 제31회 (2000년) - 쓰루타 겐지(鶴田謙二). 만화가, 일러스트레이터. 만화 《스피릿 오브 원더》, 《아베노바시 마법 상점가》 작가.
- 제32회 (2001년) - 쓰루타 겐지
- 제33회 (2002년) - 데라다 가쓰야(寺田克也). 만화가, 일러스트레이터. 게임 《버추어 파이터 2》, 《탐정 진구지 사부로》 시리즈의 캐릭터디자인을 담당. 만화 《서유기전 대원왕》 작가.
- 제34회 (2003년) - 신카이 마코토. 애니메이터. 애니메이션 《그녀와 그녀의 고양이》, 《별의 목소리》, 《구름의 저편, 약속의 장소》, 《초속 5센티미터》 감독.
- 제35회 (2004년) - 니시지마 다이스케(西島大介). 만화가. 만화 《세계의 끝과 마법사》, 《디엔비엔푸》 작가.
- 제36회 (2005년) - 신카이 마코토
- 제37회 (2006년) - [무라타 렌지]]. 일러스트레이터. 게임 《고케츠지(호혈사) 일족》 시리즈, 애니메이션 《청의 6호》, 《라스트 엑자일》의 캐릭터디자인을 담당.
- 제38회 (2007년) - 아마노 요시타카
- 제39회 (2008년) - 가토 나오유키
- 제40회 (2009년) - 가토 나오유키
- 제41회 (2010년) - 가토 나오유키
- 제42회 (2011년) - 가토 나오유키
- 제43회 (2012년) - 와시오 나오히로. 일러스트레이터, 애니메이션 《맹렬 우주해적》의 메카닉 디자인 담당
- 제44회 (2013년) - 쓰루타 겐지
- 제45회 (2014년) - 가토 나오유키
- 제46회 (2015년) - 미즈타마 게이노조
- 제47회 (2016년) - 오라이 노리요시
- 제48회 (2017년) - 가토 나오유키

### 논픽션 부문
- 제41회 (2010년) - 《일본SF정신사 ─막말·메이지부터 전후까지》나가야마 야스오
- 제42회 (2011년) - 《사는 사이언스의 사》시카노 쓰카사
- 제43회 (2012년) - 《아즈마 히데오 <총 특집> --- 미소녀·SF ·부조리 개그, 그리고 실종》Kawade Shobo Shinsha,Publishers
- 제44회 (2013년) - 《정보처리 2012년 5월호 별쇄 - 특집 CGM의 현재와 미래 : 하츠네 미쿠, 니코니코 동화, 피아프로가 개척한 세계》마사타카 고토
- 제45회 (2014년) - 《DIY 수소 연료 로켓》요시토 아사리
- 제46회 (2015년) - 《산리오 SF 문고 총 해설》마키 신지, 오모리 노조미

제 47 회 (2016년) -《SF까지 10000 광년》《SF까지 10만광년 이상》미즈타마 케이노조
제 48 회 (2017년) -《SF의 S는 멋의 S》이케자와 하루나

### 자유 부문
- 제33회 (2002년) - H-IIA 로켓 시험기 1호기 (일본 우주개발사업단). 일본의 인공위성 발사용 로켓의 시험기.
- 제34회 (2003년) - 인간형 로봇 HRP-2 최종성과기(Promet) (이즈부치 유타카, 카와다공업 주식회사). 일본에서 개발된 이족보행 로봇. '프로메테(Promet)'는 애칭.
- 제35회 (2004년) - 왕립과학박물관 시리즈1 (오카다 도시오). 일본의 완구회사 다카라와 가이요도가 평론가 오카다 도시오의 기획으로 제작한 완구 시리즈.
- 제36회 (2005년) - 베네치아 비엔날레 제9회 국제건축전 일본관 전시 (일본국제교류기금, 모리카와 가이치로, 참가 작가 일동). 이탈리아 베네치아(베니스)에서 발표된 《오타쿠:인격=공간=도시》 전시. 커미셔너 모리카와 가이치로와 참가 작가 단게 겐조, 오카다 도시오, 가이요도, 오시마 유키, 사이토 다마키, 가이하츠 요시아키, 코믹마켓 준비회, 선정우가 공동 수상.
- 제37회 (2006년) - MUSES-C 하야부사 샘플 리턴 미션에 있어서의 이토카와 착륙 (일본 우주항공연구개발기구). '하야부사'는 일본의 소행성 탐사기.
- 제38회 (2007년) - M-V 로켓 (일본 우주항공연구개발기구). 일본의 인공위성, 행성 탐사기 발사용 로켓.
- 제39회 (2008년) - 하츠네 미쿠 (크립톤 퓨처 미디어). 보컬 음성 합성 소프트웨어 및 그 마스코트 캐릭터
- 제40회 (2009년) - 당선작 없음
- 제41회 (2010년) - 건담 30주년 프로젝트 Real G 실물크기 건담 입상
- 제42회 (2011년) - 탐사기'하야부사'(제20호 과학위성 MUSES-C)의 지구귀환
- 제43회 (2012년) - 당선작 없음
- 제44회 (2013년) - iPS 세포
- 제45회 (2014년) - NOVA 신작 SF 컬렉션 전 10권 출간
- 제46회 (2015년) - 아오이 호노오(アオイホノオ) (일본 TV도쿄 '드라마24')
- 제47회 (2016년) - 《페리 로단》500권 출판 달성
- 제48회 (2017년) - 니호늄 정식 명칭 결정

### 특별상
- 제13회 (1982년) - 1957년부터 시작해 현재까지 발행되고 있는 일본에서 가장 오래된 SF 동인지인 우주진(宇宙塵)이 수상. 우주진은 '우주인'과 일본어 발음이 같다.
- 제20회 (1989년) - 테즈카 오사무(1989년 작고)
- 제36회 (2005년) - 야노 데쓰(矢野徹)(2004년 작고). '카무이의 검', '지구 0년' 등의 작품이 있다.
- 제38회 (2007년) - 요네자와 요시히로(米澤嘉博)(2006년 작고). 만화평론가, 코믹마켓준비회 대표.
- 제41회 (2010년) - 다쿠미 시바노(柴野拓美), 일본 과학소설 번역가이자 작가로 일본 SF 팬덤에서는 일본 SF 장르를 정립한 인물로 인식되고 있다.
- 제42회 (2011년) - 고마쓰 사쿄